# Въсхова
Въсхова или Всхо̀ва (на полски: Wschowa; на немски: Fraustadt) е град в Западна Полша, Любушко войводство. Административен център е на Въсховски окръг, както и на градско-селската Въсховска община. Заема площ от 8,39 км2. Към 2011 година населението му възлиза на 14 357 души.

## Личности

### Родени в града
- Фльориан Стаблевски – полски духовник, примас на Полша (1891 – 1906 г.)